# Stanisław Ostrowski (nauczyciel)
Stanisław Ostrowski ps. „Brzechwa” (ur. 22 listopada 1891 w Sławocie na Wołyniu, zm. 2 lipca 1974 w Warszawie) – polski nauczyciel, filolog klasyczny, major Wojska Polskiego, powstaniec warszawski, dyrektor VI Liceum Ogólnokształcącego im. Tadeusza Reytana w Warszawie (1945–1951). Członek honorowy Polskiego Towarzystwa Filologicznego (1969).

## Życiorys
Absolwent polskiego Gimnazjum św. Katarzyny w Petersburgu. W 1916 roku ukończył studia filologiczne na Uniwersytecie w Petersburgu, a w 1918 roku został kandydatem nauk historyczno-filologicznych. Od 1912 roku pracował jako nauczyciel, m.in. w Gimnazjum św. Katarzyny w Petersburgu.
W 1919 dzięki wsparciu Maksyma Gorkiego zorganizował pierwszą placówkę Polskiego Czerwonego Krzyża dla polskich jeńców. W 1920 roku powrócił do Polski i w 1921 roku podjął pracę w Gimnazjum im. Tadeusza Reytana, gdzie uczył greki i łaciny. Od 1920 roku pracował w Polskim Towarzystwie Filologicznym. W listopadzie 1939 roku został dyrektorem Gimnazjum im. T. Reytana; w czasie okupacji niemieckiej prowadził tajne nauczanie.
W 1944 roku, jako major rezerwy „Brzechwa”, zgłosił się ochotniczo do powstania warszawskiego. W marcu 1945 roku powrócił do Warszawy i zajął się organizacją Gimnazjum im. T. Reytana w jego dawnej siedzibie na Rakowieckiej 23. Organizował też filię Gimnazjum im. T. Reytana w Skolimowie i w Konstancinie. Szkoła w Skolimowie we wrześniu 1946 się usamodzielniła. Po wojnie był od 1945 do 1950 roku dyrektorem Liceum im. T. Reytana. W lipcu 1950 roku został odwołany ze stanowiska dyrektora ze względu na to, że był związany z ideami Armii Krajowej i Szarych Szeregów. Zrehabilitowany w 1958 roku. Prowadził zajęcia na Uniwersytecie Warszawskim w Katedrze Filologii Klasycznej. Kierował studium języków obcych Wojskowej Akademii Technicznej, gdzie uczył rosyjskiego. Uczył też łaciny i rosyjskiego na Akademii Teologii Katolickiej.
Miał córkę Wandę. Napisał podręczniki do nauki łaciny.

## Odznaczenia
- Złoty Krzyż Zasługi
- Medal Papieski „Pro Ecclesia et Pontifice”
- Krzyż Kawalerski Orderu Odrodzenia Polski
- Srebrny i Brązowy Medal „Za Zasługi dla Obronności Kraju”
- Medal „Siły Zbrojne w Służbie Ojczyzny”
- Medal 10-lecia Polski Ludowej
- Złota Odznaka Związku Nauczycielstwa Polskiego
- Złota Odznaka ZAIKS

Dodatkowe informacje znajdują się w artykułach w prasie.